# مارينا فلاسنكو
مارينا فلاسنكو مواليد 6 أكتوبر 1987، هي لاعبة كرة يد أوكرانية تلعب كحارس مرمى. مثلت منتخب أوكرانيا لكرة اليد للسيدات.

## سجل المنافسة
شاركت في البطولات التالية:
- بطولة أوروبا لكرة اليد للسيدات 2012